# Arthur
Arthur je muško osobno ime keltskog porijekla. Prvi nositelj tog imena bio je legendarni kralj Arthur. To je ime posebno omiljeno u Velikoj Britaniji, Francuskoj i zemljama engleskog govornog područja.
Općenito se smatra da "Arthur" na keltskom znači "Medvjed". Jedna natuknica na kasnijem primjerku (13. stoljeće) djela "Historia Britonum" (Povijest Britanaca), koje je napisao Nenije u 9. stoljeću, kaže da Arthur znači "Ursus Horribilis" (strašni medvjed). Kakvo god bilo stvarno porijeklo tog imena, ova najranija zapisana etimologija pokazuje da se u srednjem vijeku smatralo da "Arthur" znači "Medvjed". Postoji i druga teorija, koja kaže da "Arthur" dolazi od rimskog imena Artorius, ali nema drevnih dokumenata koji bi to potvrđivali. 
U vrijeme kralja Arthura to vjerojatno nije bilo osobno ime nego ratnički nadimak, a kao osobno ime pojavljuje se krajem šestog i početkom sedmog stoljeća, kada je zabilježeno više ljudi u Britaniji s tim imenom.

## Poznate osobe s imenom Artur
- kralj Arthur - jedan od prvih britanskih kraljeva
- Sir Arthur Conan Doyle - pisac kriminalističkih romana, poznatiji kao "otac" Sherlocka Holmesa i Dr. Watsona
- Arthur Rimbaud - francuski pjesnik
- Carles Artur Soler - španjolski fotograf
- Arthur Golden - američki pisac, autor Memoara jedne gejše.
- Arthur C. Clarke - britanski književnik, autor 2001: Odiseja u svemiru.
- Arthur Schopenhauer - njemački filozof.
- Arthur Wellesley, vojvoda od Wellingtona - britanski general i ratnik u napoleonskim ratovima.